# Hoya de la Carrasca
Hoya de la Carrasca es una pedanía de Arcos de las Salinas, en la comarca de Gúdar-Javalambre, provincia de Teruel (Comunidad Autónoma de Aragón, España). 
En el año 1999 tenía una población de 2 habitantes.

## Toponimia
Es un topónimo transparente en castellano, aragonés, catalán y mozárabe formado a partir de "hoya" ("plana con cierta concavidad", "hoyo"), y de "carrasca" (Quercus ilex). En textos medievales escritos en aragonés se escribe a veces Foya la Carrasca, por ejemplo en un memorial de 1451 sobre una sentencia arbitral entre dos arrendadores de impuestos:

Jayme Royuela del Cuervo, del VIº anyo. II Ib. II s. miga. / Lo collidor de Foyalacarrasca, del VIº anyo. Ib. V s. / Johan Martinez d'Arquos, del VIº anyo. V Ib. VIII s. III.

## Geografía
La Hoya de la Carrasca está situada al oeste de Arcos de las Salinas y al pie de la sierra de Tortajada, muy cerca de la frontera con el término municipal de Santa Cruz de Moya (Cuenca), Puebla de San Miguel (Rincón de Ademuz) y Aras de los Olmos (Los Serranos), en un territorio perteneciente a Aragón que separa el Rincón de Ademuz del resto de la Comunidad Valenciana.

## Historia
En la Hoya de la Carrasca hubo una aduana que controlaba el tránsito de mercancías entre los reinos de Aragón y Valencia; en el siglo XV era parte de la Sobrecollida de Teruel.
En las Cortes de Alcañiz de 1436 los representantes de los habitantes de Ademuz y Castielfabib demandaron en un texto escrito en catalán que no les hicieran pagar en dicha aduana, que era de paso obligado para ellos:

...no's pot passar a les dites viles de Castellfabib e Ademuz nech contra sino per terra del regne de Aragon per hun pas qui's apellya la Foya la Carrasca, qui's diu esser de terminal de Terol,...

et jat sia que los glorios reys passats hagen fet ses justes provesions sobre lo dit pas de la Foya de la Carrasca e los collectos o arrendados qui contra les dites provisions han atemptat e atempten exhigir dret de General en lo dit pas.

## Galería

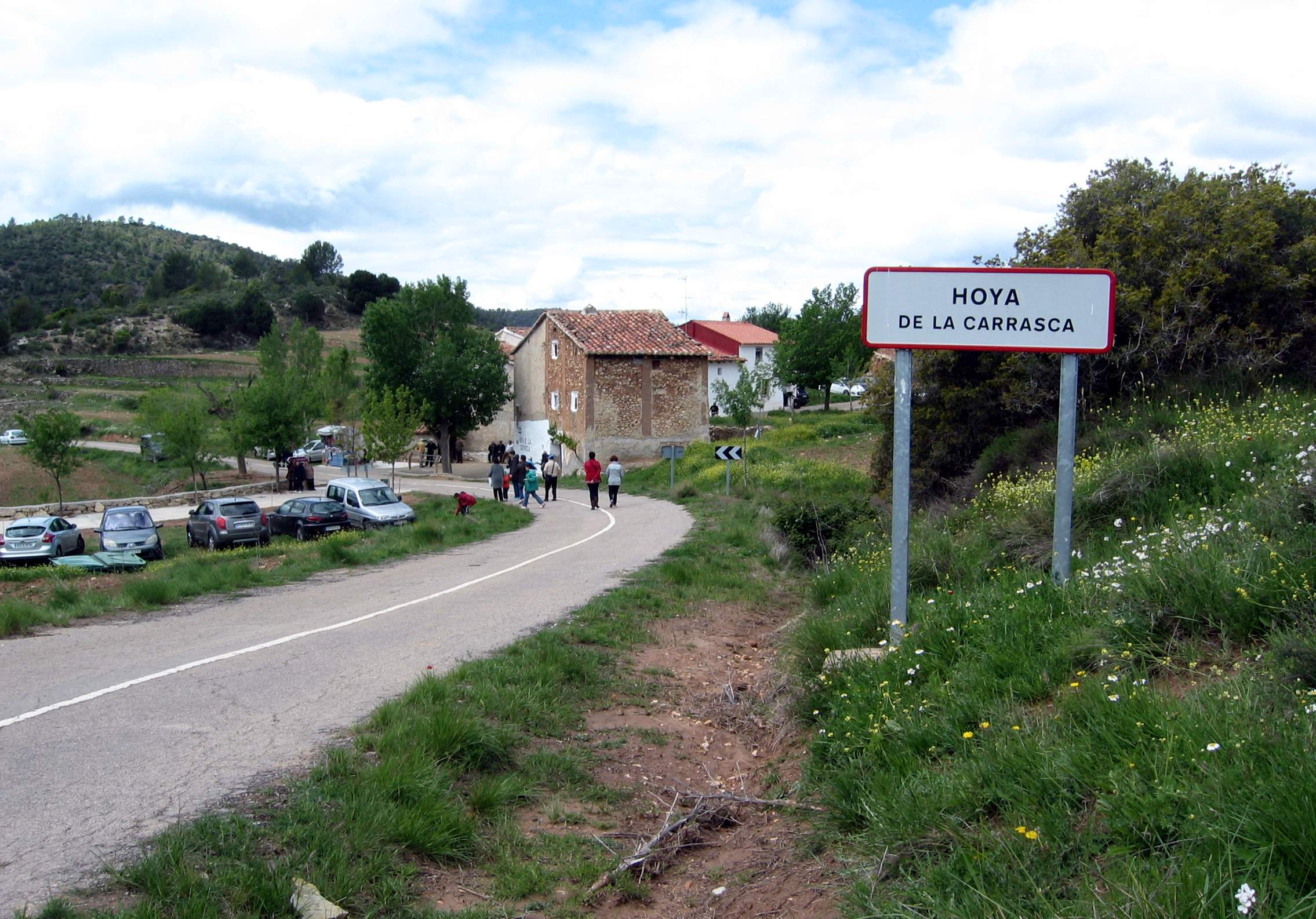
Vista parcial de la Hoya de la Carrasca, Arcos de las Salinas (Teruel), año 2013.
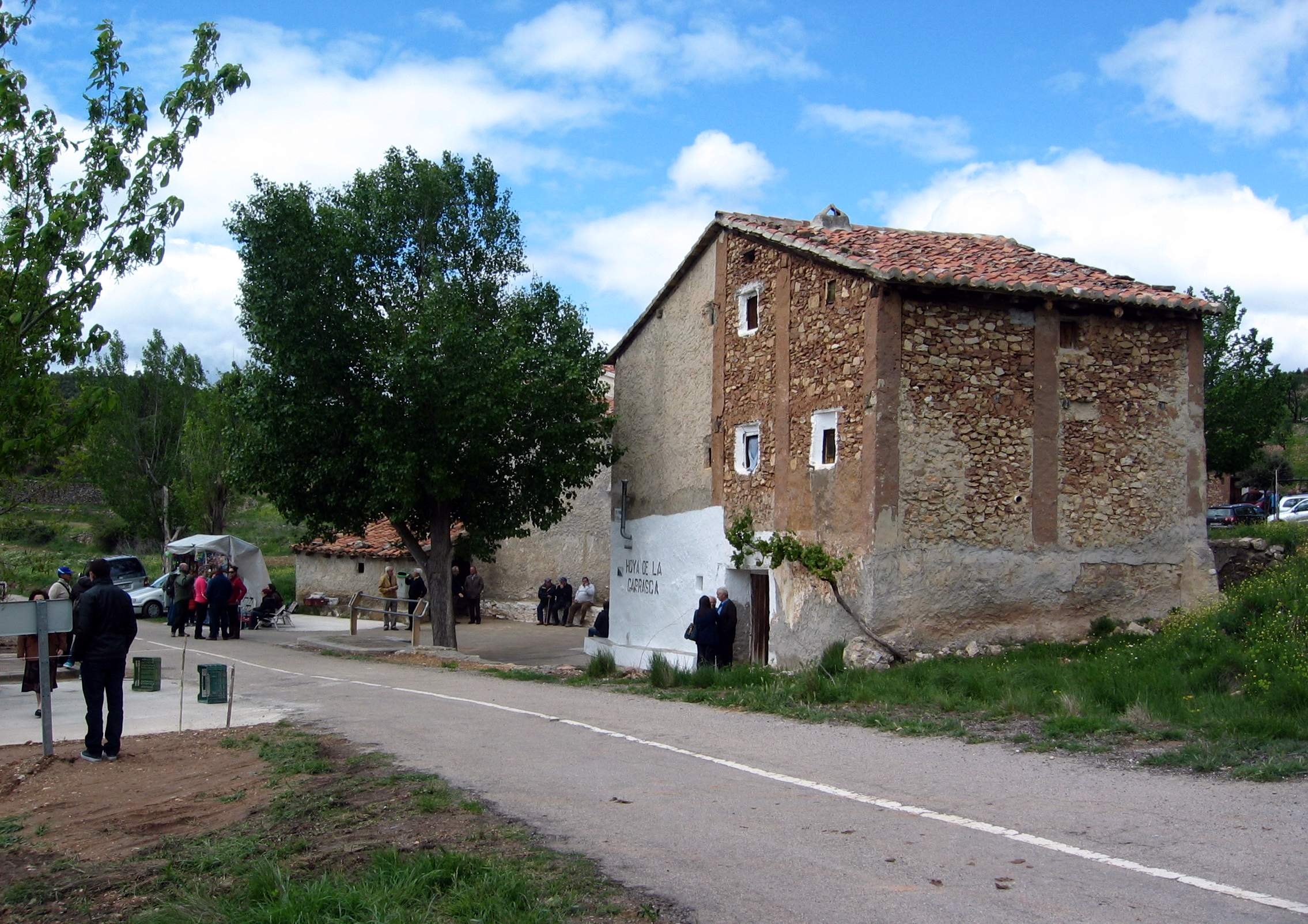
Detalle de construcción tradicional (vernacular) en Hoya de la Carrasca, Arcos de las Salinas (Teruel), año 2013.
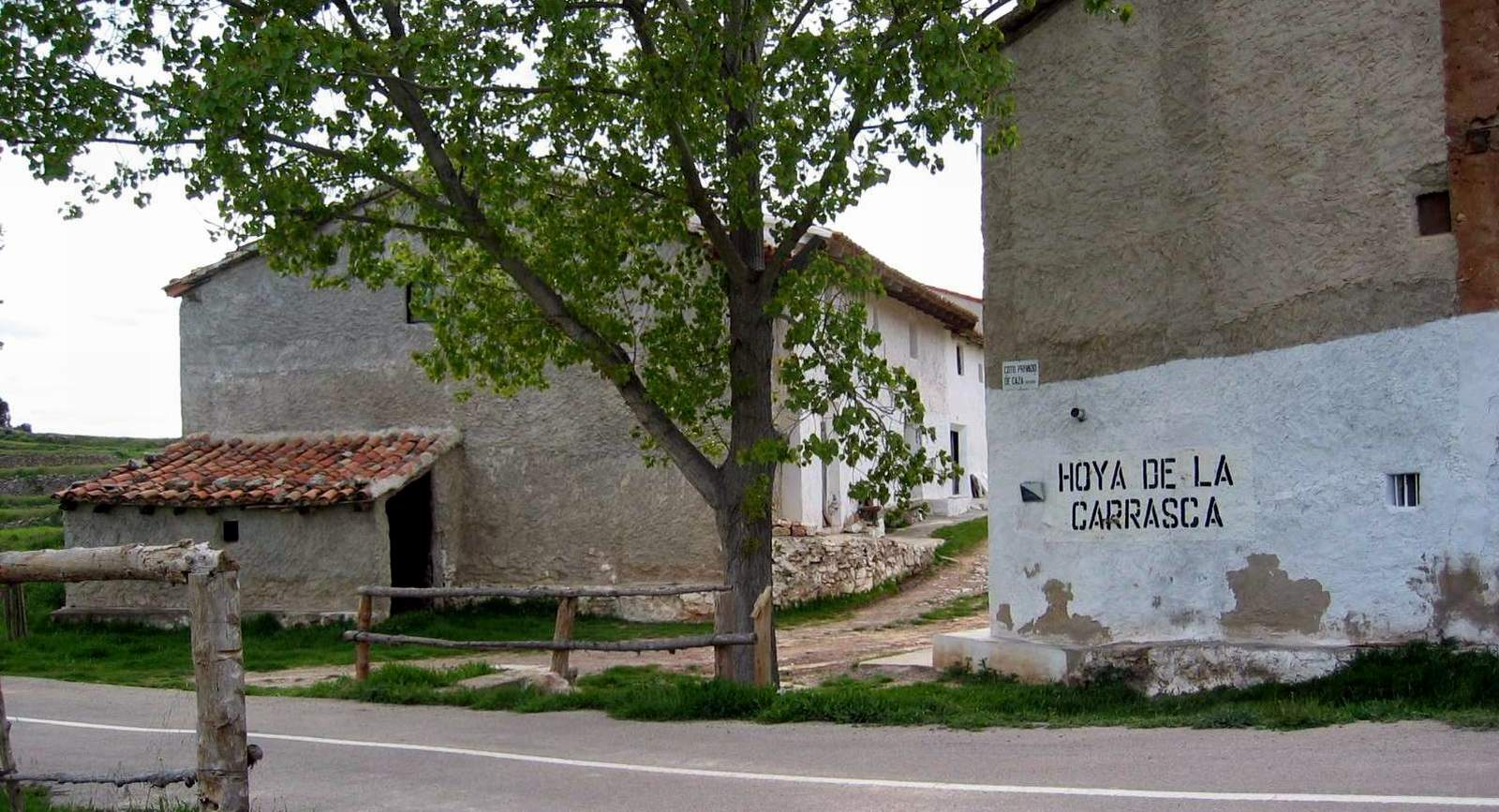
Detalle del lugar de Hoya de la Carrasca, Arcos de las Salinas (Teruel), visto desde la CV-363, año 2006.
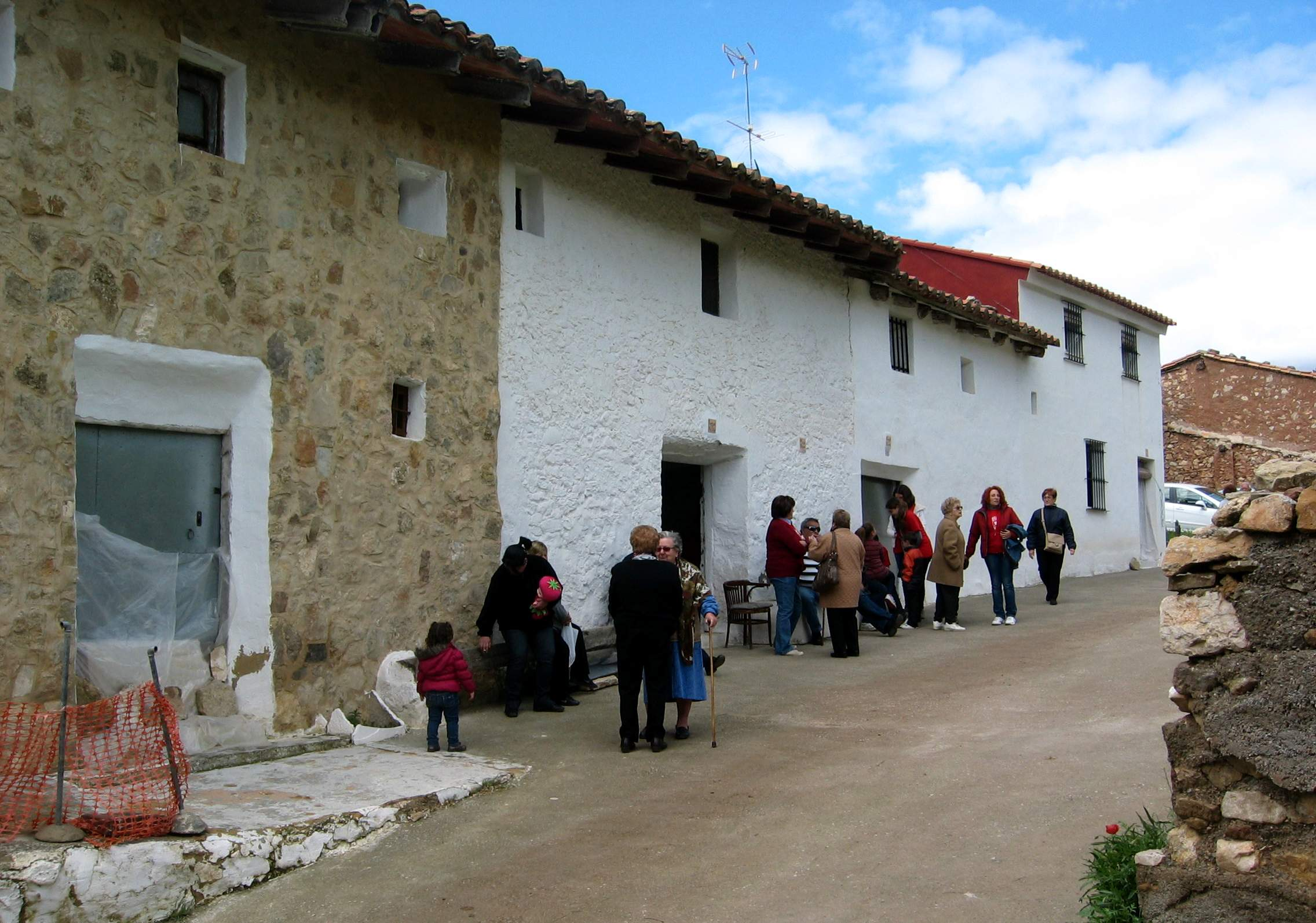
Detalle de construcciones tradicionales (vernaculares) en Hoya de la Carrasca, Arcos de las Salinas (Teruel), año 2013.